# Wilhelm Krafft (Maler)
Johann Wilhelm Krafft (* um 1808 in Berlin; † 1865 in Düsseldorf) war ein deutscher Genre- und Porträtmaler der Düsseldorfer Schule.

## Leben

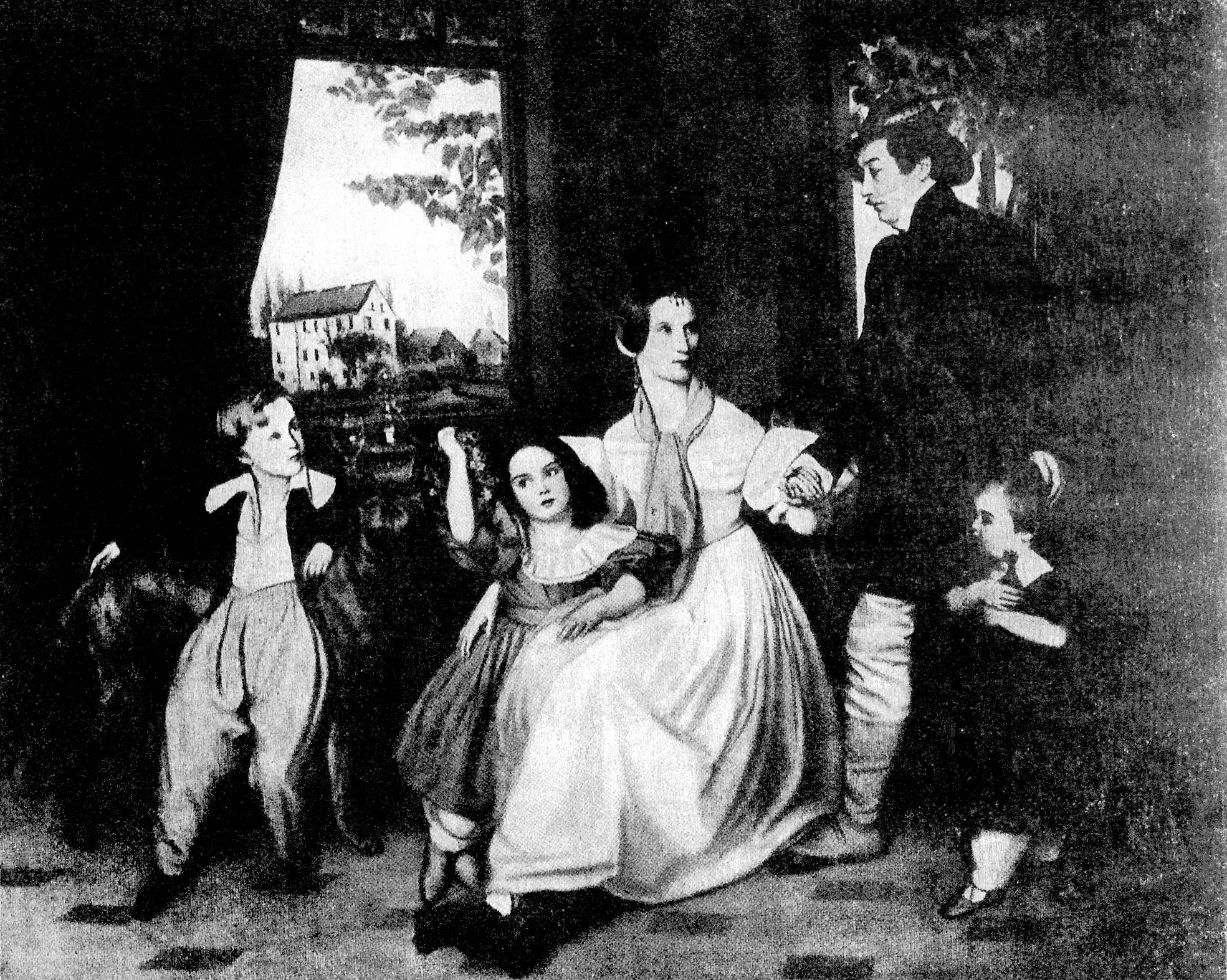
Die Familie Henoumont auf Haus Traar, um 1835

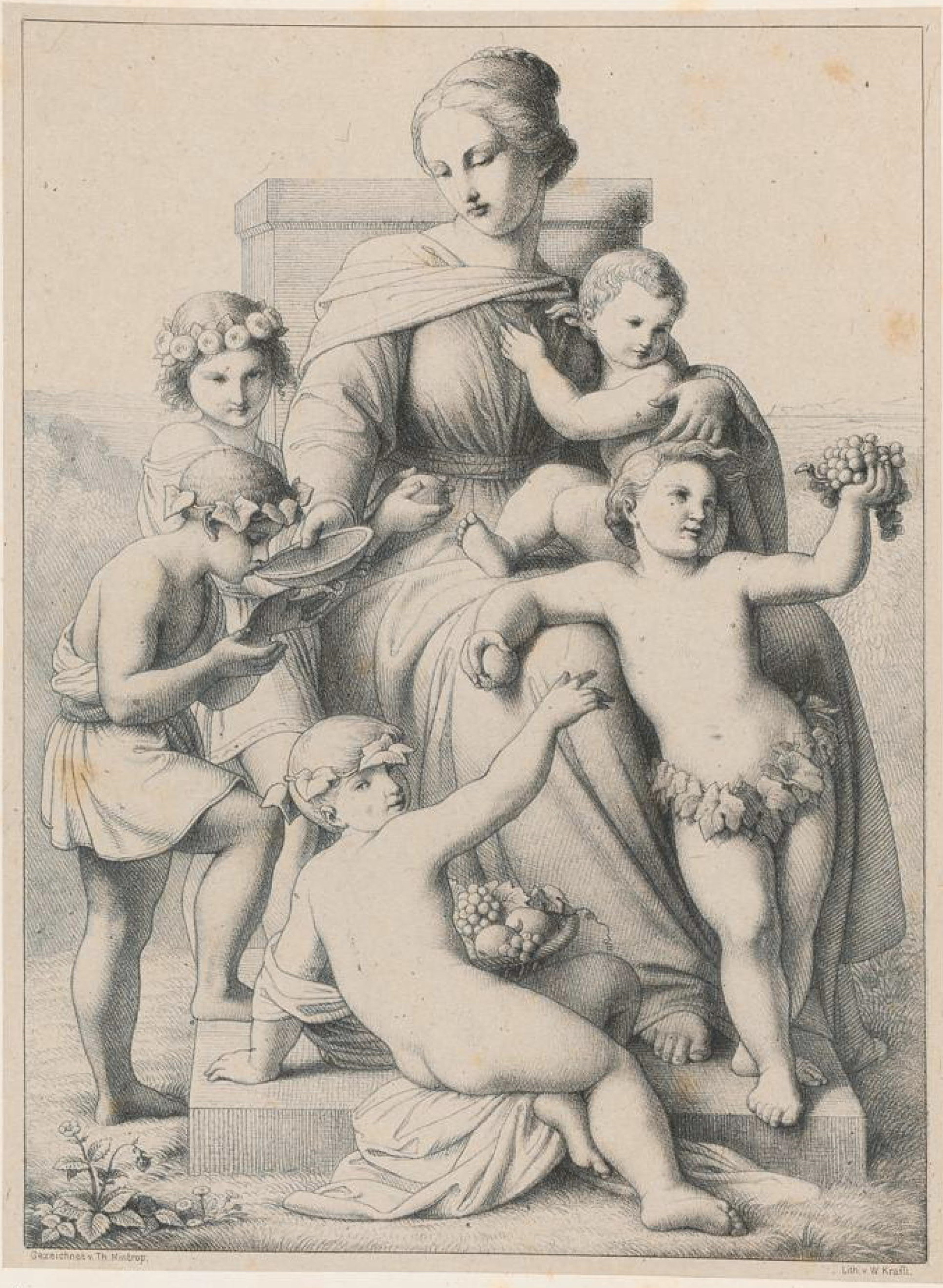
Caritas, Lithografie nach einer Zeichnung von Theodor Mintrop, erschienen 1862

In Berlin war Krafft von 1828 bis 1832 neben Leopold Knebel der beste Schüler des Porträtmalers Wilhelm Ternite gewesen und hatte mit Porträts, Akt- und Bildnisstudien sowie einer Kopie nach Jan Steen an Berliner Akademie-Ausstellungen teilgenommen, als er von 1832 bis zum Schuljahr 1835/1836 an der Kunstakademie Düsseldorf Malerei studierte. In der „1. Klasse“ wurde er dort vom Akademiedirektor Wilhelm Schadow unterrichtet, welcher ihm gute Leistungen bescheinigte. Im letzten Schuljahr kam er „fast nie zur Akademie“. Die Schülerlisten der Akademie schließen mit folgender Bemerkung: „hat wegen Arbeiten außer der Akademie seinen Platz verloren“. Ab 1833 stellte er in Düsseldorf aus. Um 1835 war Krafft wiederholt Gast der Familie von Carl Josef Henoumont und seiner Gattin Maria Anna, geborene von Daniels, auf Haus Traar. Die Familie des Paares porträtierte er in dieser Zeit auf einem Gruppenbild. In Düsseldorf, wo er bis etwa 1850/1860 wirkte, gehörte Krafft zu den Mitgliedern des Künstlervereins Malkasten. Im Adressbuch der Bürgermeisterei Düsseldorf von 1855 wurden sowohl ein Maler Wilhelm als auch ein Zeichner Johann Baptist mit Familienname Krafft aufgeführt. Später soll er auch in Wien tätig gewesen sein. Neben Bildnissen, Landschaften und Genrebildern fertigte Krafft humoristische Illustrationen, unter anderem für die Düsseldorfer Monatshefte, außerdem Lithografien für das Düsseldorfer Künstleralbum. 
In der Veröffentlichung Die Fahnenburg und ihre Bildergallerie (1873) von Anton Fahne führte der Verfasser sein Brustbild im Pelzrock, gemalt von Wilhelm Krafft im Jahr 1854, mit dem Zusatz auf, dass dieser in Berlin geboren und im Jahre 1865 in Düsseldorf verstorben sei.